# Sturmkorps
Das Sturmkorps war eine österreichische paramilitärische Organisation der Vaterländischen Front im Austrofaschismus.
Im Herbst 1936 wurden die Wehrverbände und des Freiwillige Schutzkorps aufgelöst und die Ostmärkischen Sturmscharen in eine Kulturorganisation umgewandelt. Nachdem auch geplant war, die Frontmiliz der Befehlsgewalt des Bundesheeres zu unterstellen und somit ein Instrument der Staatsführung in die Landesverteidigung zu überführen, wurde am 17. Juni 1937 das Sturmkorps gegründet. Als „kämpferische Elite junger Männer“ sollte diese „Parteisoldaten“ die Vaterländische Front vor gewalttätigen Übergriffen ihrer Gegner schützen. Im Gegensatz zu den Wehrverbänden dienten die Mitglieder des Sturmkorps hauptberuflich in der Formation.
Das militante Erscheinungsbild des Sturmkorps war nach dem Vorbild der SS gestaltet. Die Uniformen waren dunkelblau und bestanden aus Hemd, Breechhose, hohen Schnürstiefeln und Sturmkappe, ähnlich den ehemaligen österreichischen Offiziersmützen. Das Motto lautete „Unser Wille werde Gesetz.“
Oberster Führer des Sturmkorps war Kurt Schuschnigg, geleitet wurde es von Richard Alexander. Aufnahmebedingungen waren „bedingungslose Gefolgschaft dem Bundeskanzler und Frontführer Dr. Kurt von Schuschnigg“, das „rückhaltlose Bekenntnis zur Freiheit und Unabhängigkeit Österreichs“, „die Lösung aller bisherigen Bindungen und Verbindungen, mit welcher Organisation auch immer“, ein „einwandfreier Gesundheitszustand“ und eine Mindestgröße von 170 cm. Das Abzeichen war ein Kreuz, dessen senkrechter Balken nach oben verlängert in einen Pfeil übergeht.
Bei der ersten Aufstellung hatte die Organisation 120 Mitglieder, kurz vor dem Anschluss Österreichs im März 1938 waren es 4800.

## Belege
1. 1 2 3 4  Robert Kriechbaumer: Ein vaterländisches Bilderbuch: Propaganda, Selbstinszenierung und Ästhetik der Vaterländischen Front 1933–1938 (= Robert Kriechbaumer, Hubert Weinberger, Franz Schausberger [Hrsg.]: Schriftenreihe des Forschungsinstitutes für politisch-historische Studien der Dr.-Wilfried-Haslauer-Bibliothek. Band 17). Böhlau, Wien 2002, ISBN 978-3-205-77011-4, S. 48 (eingeschränkte Vorschau in der Google-Buchsuche).
2. ↑  Emmerich Tálos: Das austrofaschistische Herrschaftssystem: Österreich 1933–1938 (= Politik und Zeitgeschichte. Band 8). 2. Auflage. LIT Verlag, Münster 2013, ISBN 978-3-643-50494-4, S. 226 (eingeschränkte Vorschau in der Google-Buchsuche).
3. 1 2  Walter Wiltschegg: Die Heimwehr: eine unwiderstehliche Volksbewegung? Hrsg.: Rudolf Neck, Adam Wandruszka (= Studien und Quellen zur österreichischen Zeitgeschichte. Nr. 7). Verlag für Geschichte und Politik, Wien 1985, ISBN 978-3-7028-0221-9, S. 14.
4. ↑  Arnd Bauerkämper, Grzegorz Rossoliński-Liebe (Hrsg.): Fascism without Borders: Transnational Connections and Cooperation between Movements and Regimes in Europe from 1918 to 1945. Berghahn Books, New York City 2017, ISBN 978-1-78533-469-6, S. 174 (englisch, eingeschränkte Vorschau in der Google-Buchsuche).
5. 1 2  Peter Hauser: Abzeichen der politischen Parteien und militanten Organisation in Oberösterreich 1918–1939. In: Gesellschaft für Landeskunde (Hrsg.): Jahrbuch des ÖO Musealvereines. Band 124. Linz 1979, S. 155 (ooegeschichte.at [PDF; 18,1 MB; abgerufen am 18. März 2022] hier „Vaterländisches Front-Sturmkorps“ genannt).